# Anglikanische Diözese Liverpool

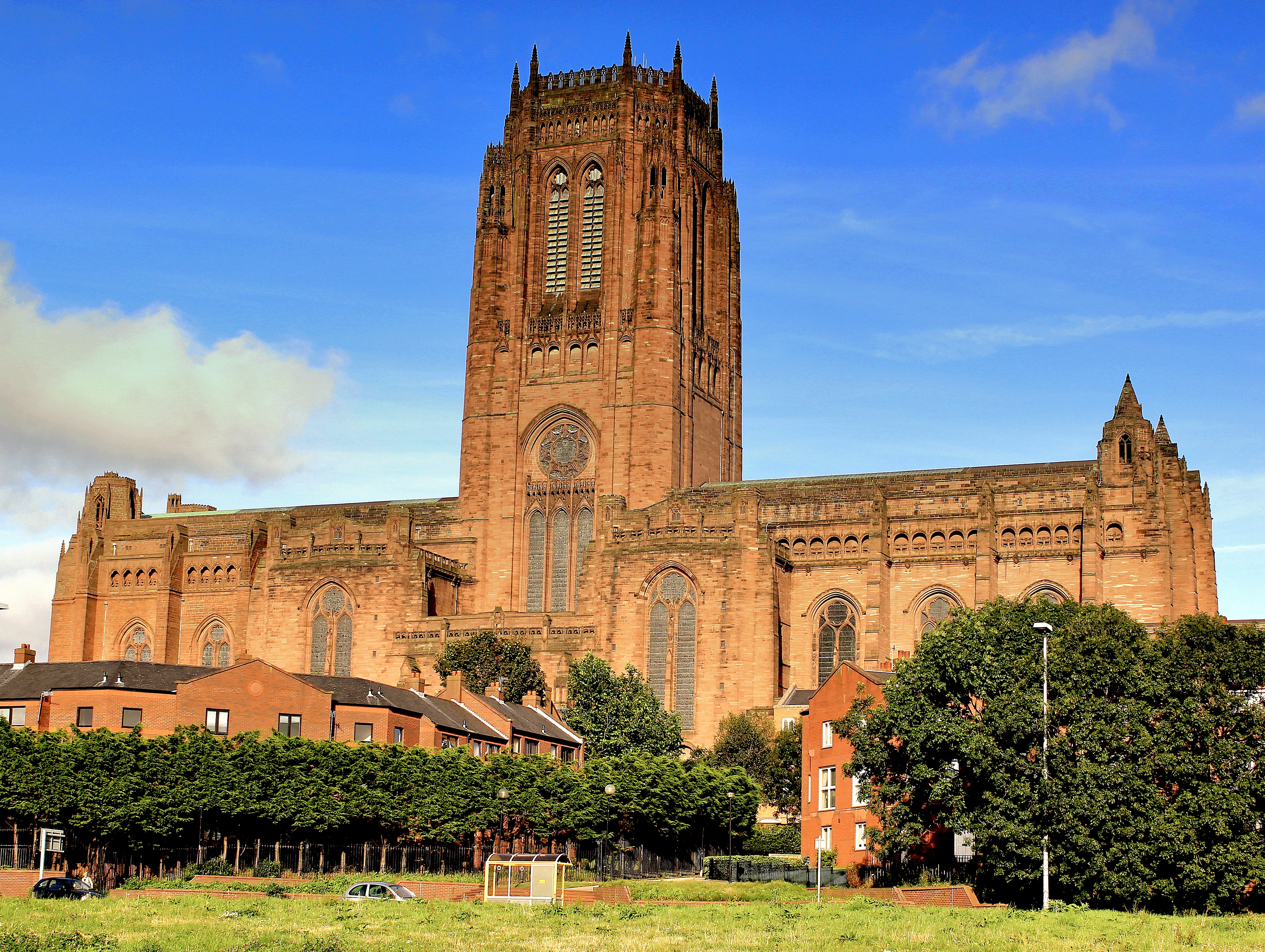
Liverpool Anglican Cathedral

Die Diözese Liverpool ist eine Diözese der Church of England in der Province of York. Ihr Sitz ist die Cathedral Church of Christ in Liverpool. Diözesanbischof ist seit 2014 Paul Bayes.

## Gebiet

Wappen

Das Gebiet der Diözese umfasst Merseyside (ohne Wirral), Warrington und West Lancashire.
Ein Suffraganbischof hat seinen Sitz in Warrington.
Archidiakonate gibt es für Liverpool, Knowsley und Sefton, St. Helens und Warrington sowie Wigan und West Lancashire.

## Geschichte
Das Bistum Liverpool wurde am 9. April 1880 von Chester abgetrennt. Erster Bischof der Diözese war John Charles Ryle, der als einer der größten viktorianischen Evangelikalen gilt.